# ISO 5218
De ISO-norm ISO 5218 beschrijft codes voor de menselijke sekses. Elke sekse/geslacht wordt gerepresenteerd door een enkel getal.
ISO 5218 is ontwikkeld door het ISO Data Management and Interchange Technical Committee en stamt van november 1976. De laatste update stamt van  juli 2004.
De norm stelt expliciet dat er geen betekenis moet worden gehecht aan de codering van mannelijk als 1 en vrouwelijk als 2; de codering weerspiegelt slechts de bestaande praktijk in de landen die het initiatief tot deze norm hebben genomen. De norm legt ook uit dat hij voldoet aan de eisen van de meeste toepassingen die menselijke geslachten moeten coderen. Het voorziet niet in codes voor geslachten die nodig kunnen zijn in specifieke medische en wetenschappelijke toepassingen of in toepassingen die geslachtsinformatie voor niet-menselijke wezens moeten coderen.

## Codes
| Code | Nederlandse omschrijving | Engelse omschrijving |
| ---- | ------------------------ | -------------------- |
| 0    | Onbekend                 | Unknown              |
| 1    | Mannelijk                | Male                 |
| 2    | Vrouwelijk               | Female               |
| 9    | Niet van toepassing      | Not applicable       |